# Vojtěch Mareček
Vojtěch Mareček OFM (25. srpna 1924, Nedakonice – 13. července 2012, Praha) byl český katolický kněz a františkán. Jeho řeholní jméno: Řehoř. Ve své farnosti zavedl řadu progresivních prvků: mše pro děti, zpívané roráty, kytarové doprovody, literární čtení, koncerty, divadelní představení. Vytvářel kaligrafie výňatků z Písma Svatého, nebo ukázek z děl významných básníků a autorů (Chesterton, Exupéry, Deml, Holan, Reynek). Byl také znalcem literatury, miloval poezii, hudbu a divadlo, fotografoval a filmoval.

## Životopis
Pokřtěn byl v kostele svatého Petra a Pavla v Polešovicích. Měl pět sourozenců. Byli to Jan (1920 – 1997, Klement (1922 – 1938), Marie (1927), Tomáš (1929) a Ludvík (1931). Všichni byli vedeni k víře, chodili do kostela i na náboženství, chlapci také do hudební školy v Polešovicích.

### Vzdělání

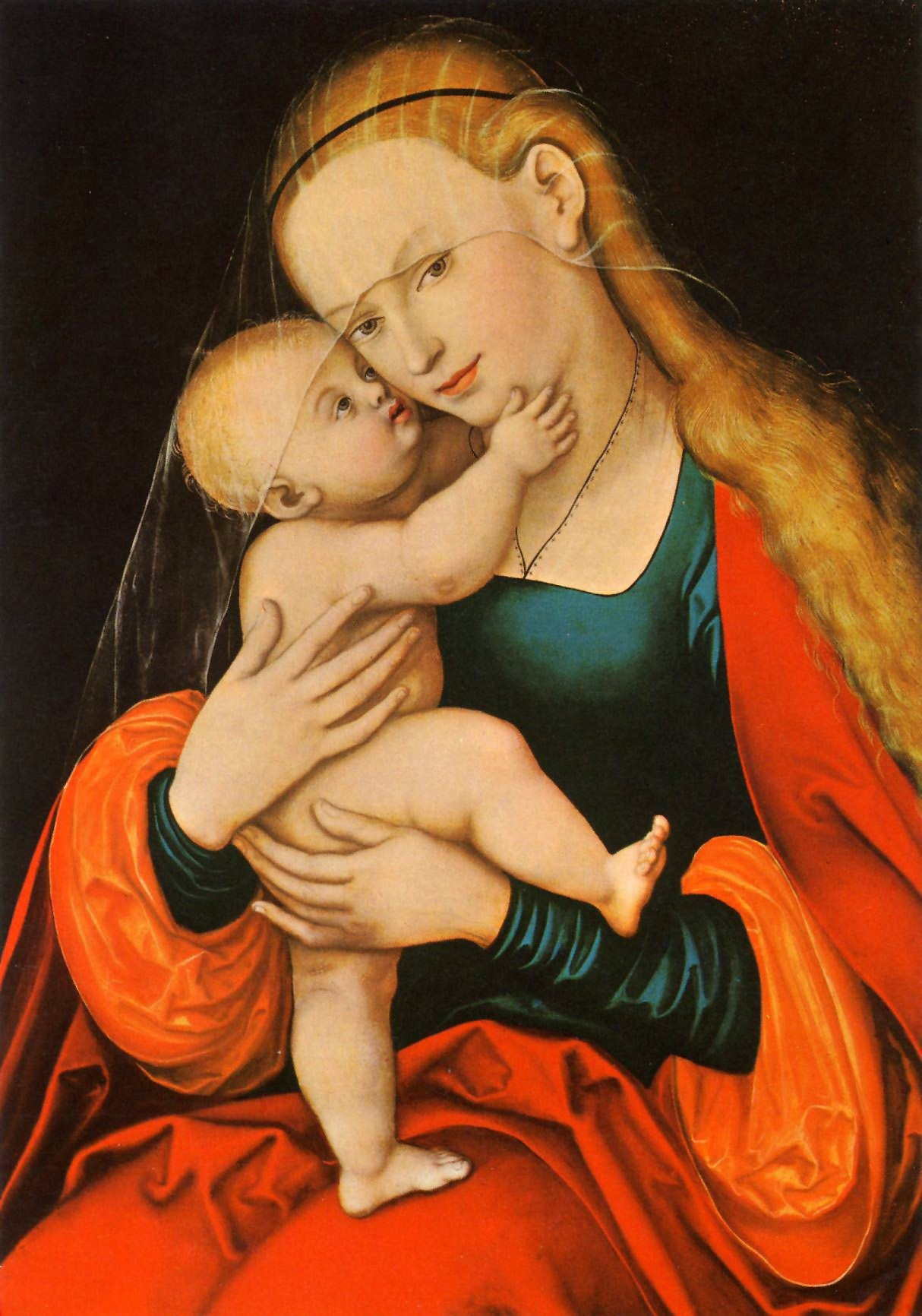
Panna Maria Pasovská – Pomocná, (Lucas Cranach starší, 1537)

V letech 1930 až 1935 chodil do obecné školy v Nedakonicích, pak byl jeden rok v Papežském ústavu na Velehradě  a přestoupil na Reálné gymnázium v Kroměříži (1936 – 1943), kde odmaturoval. Během studia pobýval ve františkánském juvenátu v Kroměříži, nejprve při kostele svatého Jana Křtitele, od roku 1940 v koleji svatého Antonína. Zde se vytvářel jeho vztah ke františkánství, který vyústil vstupem do kláštera v Hájku u Prahy, kde při obláčce 24. srpna 1943 přijal františkánský hábit a řeholní jméno Řehoř. Po ročním noviciátu tam složil i první sliby u oltáře Panny Marie Pasovské. Bylo mu právě dvacet let. Po skončení druhé světové války studoval jazyky (latinu, řečtinu), filozofii a teologii. Nejprve na Karlově univerzitě v Praze a od roku 1946 na katolické univerzitě v Lovani. V Belgii studoval se svými bývalými spolužáky z kroměřížského gymnázia. Aby si dokonale osvojili francouzštinu, nesměli spolu mluvit česky. Nižší svěcení přijal od pozdějšího kardinála Léona-Joseph Suenense. Věčné sliby složil v Belgii na svátek stigmatizace svatého Františka 17. září, 1947. V Lovani byl také 11. června 1949 vysvěcen na kněze.

### Působení
Po návratu do vlasti působil v pražském konventu u Panny Marie Sněžné. Primiční mši sloužil v kostele svatého Floriána v rodných Nedakonicích. Novokněžské požehnání uděloval roku 1949 zřejmě i v kostele blahoslavené Anežky České na Spořilově. Pak přešel opět do konventu v Hájku, kde tehdy bylo provizorní františkánské učiliště pro chlapce před maturitou. Vyučoval zeměpis, češtinu, starořečtinu a náboženství. V Čechách však panovaly již jiné politické a společenské poměry.

### Totalita
Při akci K, kterou připravila komunistická STB za účelem likvidace katolických řádů a kongregací (sdružení více samostatných klášterů jednoho řádu) byl v noci ze 13. na 15. duben 1950 spolu s ostatními odvlečen do františkánského kláštera v Hejnicích a odtud do soustřeďovacího tábora v Bohosudově. Tam pracoval v továrně TEPOR, kde se vyráběly izolátory a další elektrické porcelánové součástky. 5. září 1950 pak byl povolán k vykonání základní vojenské služby u PTP Komárno a v roce 1952 u PTP Mimoň. Pracoval tam na stavbách a v dolech. Vojna mu byla prodloužena až do konce roku 1953. JIž v březnu však byl na pracovišti PTP ve Kbelích zatčen a předán do ZÚNZ (Zvláštní útvary nápravného zařízení) Hlavní správy vojenské kontrarozvědky (HSVKR). Po roční vyšetřovací vazbě byl dne 2. dubna 1954 Vyšším vojenským soudem v Praze odsouzen na tři roky odnětí svobody za nedovolené sdružování proti republice a ke ztrátě občanských práv na tři roky za pokus o maření úředního rozhodnutí. Trest si odpykával v pracovním táboře ve Rtyni v Podkrkonoší, v černouhelném Tmavém dole, který se tehdy nazýval Důl Zdeněk Nejedlý II. Podmínečně propuštěn byl 14. ledna 1955 a při prezidentské amnestii 9. května 1955 mu byl zbytek trestu odpuštěn.
Od záboru klášterů v roce 1950 byl skoro dvacet let bez státního souhlasu k vykonávání kněžské služby. Po propuštění z vězení žil a pracoval v Brně. Nejprve jako údržbář v národním podniku Fruta Modřice, potom v Ústavu sociální péče. Bydlel u sester alžbětinek, kde dělal topiče. Ale i odtud byl propuštěn. Ocitl se bez práce, bez bydlení a s minulostí vězně. S bydlením byl zachráněn v bývalém františkánském klášteře, který tehdy ještě obývali členové kongregace eucharistiánů. Dostal tam místnost 3 x 3 metry. O práci se ucházel v dětské nemocnici jako sanitář, avšak jako bývalý vězeň nebyl přijat. Práci pak našel u národního podniku Nerudný průzkum Brno, kde dělal technické fotografie. Po čase jej však chtěli přemístit na práci do dolů. To odmítl a byl roku 1958 propuštěn. Posléze se uchytil v Komunálních službách města Brna jako fotograf oddělení Služby a propagace. K fotoaparátu si opatřil blesk a na záskok fotografoval svatby a kremace. K nasvícení sálu už nebyly potřeba reflektory, což způsobilo, že získal práci fotografa i na radnici.

### Pražské jaro a normalizace
Protože se od poloviny šedesátých let dvacátého století a za pražského jara společenské poměry v zemi zlepšily, mohl v roce 1967 vypomáhat na faře v Podolí u Brna a od jara 1968 jako výpomocný duchovní ve Šlapanicích u Brna a to i bez státního souhlasu. V roce 1969 mu byl státní souhlas vrácen a jeho dalším působištěm se stala farnost v Praze – Spořilově, ve které zůstal až do své smrti. Od 1. června 1969 se stal kaplanem filiálního kostela v Chodově. Hned po svém příchodu svolal mládež farnosti ze Spořilova i Chodova a po prázdninách se jí věnoval každý den. Setkání se konala v budově kostela ve zpěvárně a v knihovně. Četl z písma a text pak vyložil. Občas při schůzkách sloužil mši svatou. Zabýval se krásnou literaturou. Často se zpívalo. Věděl, že křesťanství je možné přiblížit prostřednictvím umění. Přicházely i zajímavé osobnosti, například spisovatel Miloslav Švandrlík. Myšlenky výkladu dostávali účastníci psané na stroji průpisem. Mívaly mnoho pokračování, například Balmesova filozofie. V té době také bylo obnoveno i vyučování náboženství ve školách. Vyučoval dokonce ve čtyřech školách najednou, od 2. do 7. třídy. Ještě na počátku 70. let dvacátého století se ředitelé škol stavěli k výuce náboženství příznivě. 15. ledna 1976 byl otec Řehoř ustanoven administrátorem spořilovské farnosti. V letech 1983 – 1992 administroval také faru v Kunraticích.
Během 70. let dvacátého století se politická situace znovu rychle zhoršovala. Opět se prosazoval státní dozor nad církvemi. Jeho maření se považovalo za trestný čin a za důvod ke ztrátě státního souhlasu. Výuka náboženství na školách se postupně omezovala. Na ZDŠ Jižní (na Spořilově) skončila asi ve školním roce 1983 – 1984. Otec Řehoř ji proto později přesunul do kostela sv. Anežky České. Upravoval bohoslužbu tak, aby sloužila i jako vyučování náboženství. Biblické čtení i promluvy volil tak, aby se děti postupně seznamovaly s hlavními příběhy Bible. Doba normalizace však pokračovala a i když příslušný tajemník pro věci církevní nezakročil, dostal se otec Řehoř opět do pozornosti STB. V osmdesátých letech dvacátého století byl opakovaně vyslýchán a STB se jej snažila získat jako informátora. Nedostala však od něho informace žádné a vázací akt odmítl podepsat. V hodnocení jeho činnosti stojí: Tento oddaný stoupenec Vatikánu předával jenom dílčí poznatky bez zpravodajské hodnoty na jejichž základě nedošlo k žádné realizaci. Pro spolupráci nemá speciální zpravodajské schopnosti, ani minimální předpoklady.

### Poslední roky
Od roku 1990 sloužil pravidelně každé pondělí mše svaté pro vozíčkáře v Praze – Chodově. V roce 1993 byl u zrodu Křesťanského gymnázia v Praze 10 a také jako jeho první učitel náboženství. Roku 1994 převzal péči o společenství Sekulárního františkánského řádu (tzv. terciáři) a řádový provinciál jej ustanovil jejich duchovním asistentem. Ve službě terciářům zůstal až do své smrti. Dne 15. března 1997 se stal spořilovským farářem. Poslední mši svatou sloužil před Velikonocemi 2012. Zemřel 13. července v nemocnici Pod Petřínem v Praze. Pohřeb se konal 20. července 2012 v kostele svaté Anežky České na Spořilově a rakev s ostatky byla uložena do hrobu bratří františkánů na Olšanských hřbitovech.

## Dílo

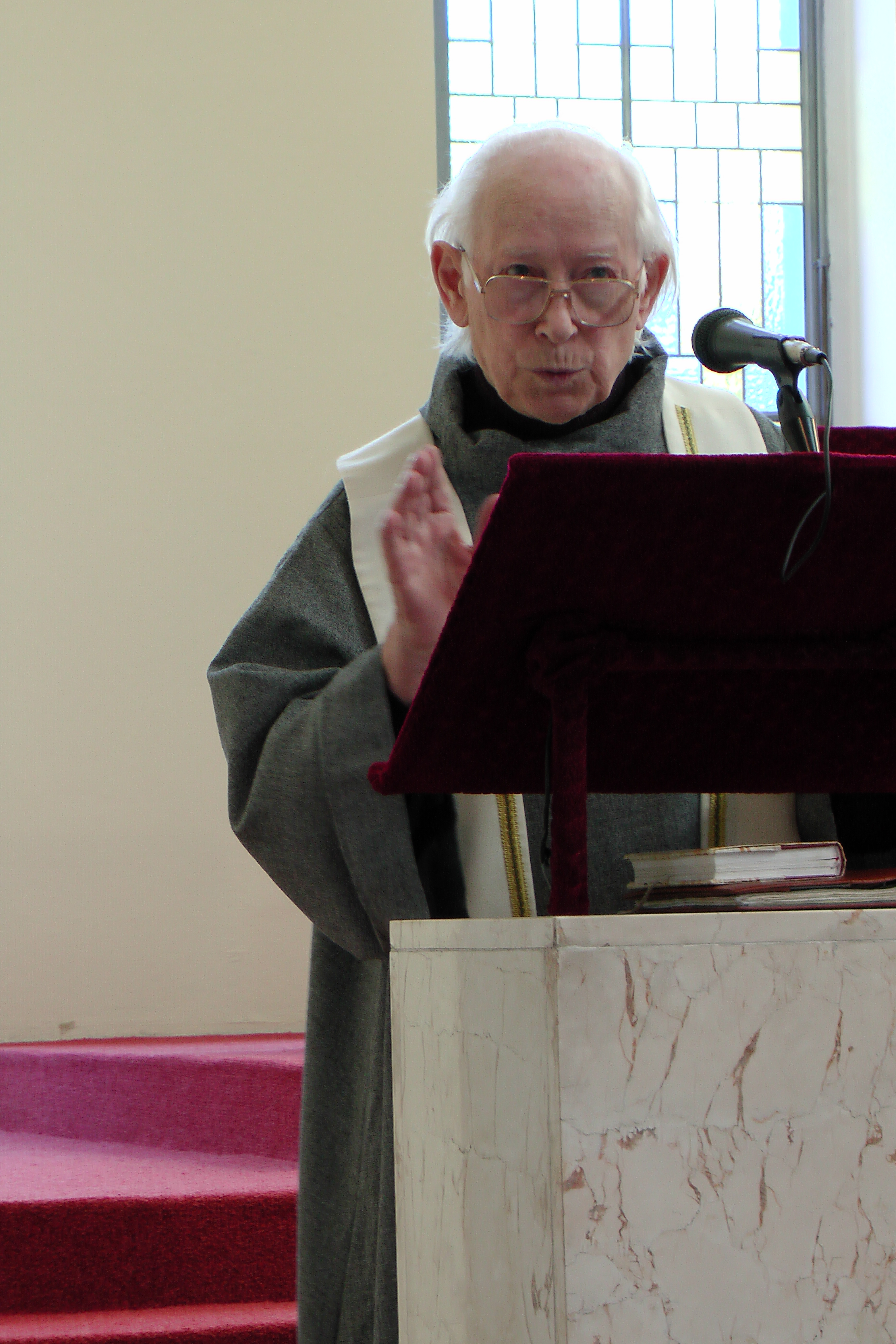
P. Řehoř Vojtěch Mareček káže v kostele svaté Anežky České v Praze - Spořilově

- Liturgie dětské mše. Po zavedení pravidelné nedělní dětské mše otec Řehoř systematicky vytvářel její pojetí. Průběh P. Řehoř Vojtěch Mareček káže v kostele svaté Anežky České v Praze - Spořilovězjednodušil a zkrátil, evangelijní zvěst přeložil z francouzské Bible pro děti (Bible pour enfants), vytvořil vlastní misál, který odpovídal potřebám nejmenších. Aby dětem v promluvách přiblížil Ježíšovo působení a jeho důležitost, odkazoval k pasážím (část textu) z pohádek, bajek, příběhů, dobrodružné literatury, ale také k aktuálním dobovým tématům.[12]

- Liturgie pro dospělé. V průběhu let otec Řehoř vytvořil rozsáhlý soubor liturgických textů a promluv, vázaný k jednotlivým částem církevního roku, církevním svátkům i k významným příležitostem. Mezi jednotlivé části mše vkládal citáty z náboženské nebo umělecké literatury, někdy jen několik veršů nebo úryvek z povídky nebo eseje. K mešnímu kánonu přistupoval svébytným a inovativním způsobem, aniž by porušil nebo pozměnil jeho smysl. Aktualizoval mešní řád za účelem jeho bližšího pochopení a přijetí i mladšími věřícími s ohledem na měnící se okolnosti a potřeby. Oporou mu byla znalost významných uměleckých děl a francouzské i německé náboženské literatury.Tam nacházel inspiraci i smysl pro odpovědnost za vyřčené slovo.[13]
- O víře. Je to svébytný věroučný text, působivý strohostí a básnickou formou, který přesvědčivě zprostředkovává základy víry. Nepomíjí nic podstatného a nechává prostor pro nalézání vlastní cesty k Bohu.[14]
- Žalmy. Jedná se o výběr jedenácti žalmů, které otec Řehoř pro potřeby farnosti přeložil a přebásnil pravděpodobně z francouzštiny.[15]
- Liturgický rok. Z působení otce Řehoře ve spořilovské farnosti vznikly dva soubory dokumentů. Jednak jsou to duchovní texty uveřejňované v místních farních novinách a za druhé jsou to texty uspořádané podle slavností a období liturgického roku.[16]